# Ногу свело!
«Ногу Свело!» — рок-группа из Москвы, популярная с начала 1990-х годов. Лидером группы и автором практически всех текстов и музыки является основатель группы Максим Покровский.
Творчество группы разнопланово и связывает такие стили рок-музыки, как поп-панк, альтернативный рок, панк-рок, арт-панк, ска-панк, экспериментальный рок и другие. В интервью основатель и лидер группы Максим Покровский неоднократно указывал на невозможность подвести творчество к какому-то одному стилю. В некоторых более поздних работах весьма заметны элементы электронной музыки. Песни «Ногу Свело!» отличаются характерным тонким и местами циничным юмором, самоиронией в поэзии и смелостью музыкального стиля.

## Название
По словам основателя группы, выбор названия дался нелегко. Моменту, когда «Ногу Свело!» стало официальным названием группы, предшествовал долгий период раздумий и длинный список вариантов. Максим Покровский хотел, чтобы название отличалось от традиционных названий, построенных по модели «Прилагательное + существительное». Только «Ногу Свело!» удовлетворяло этим критериям. Именно под этим названием директор Рок-Лаборатории Ольга Опрятная записала молодой коллектив на ежегодный «Фестиваль надежд». С её лёгкой руки оно закрепилось за группой.

## Предыстория создания
История «Ногу Свело!» началась в 1987 году, когда Максим Покровский познакомился с гитаристом Виталием Акшевским. Репетиции проходили в административном помещении АвтоДорМехБазы на ул. Зорге. На этой базе обслуживались мусорные, снегоуборочные, поливальные машины и другая спецтехника. Музыканты боялись пьяных водителей мусоровозов и запирали инструменты в специальной клети, которую притащили с помойки и починили. Звукоизоляцию делали из картонных упаковок для яиц, окна затыкали промасленной ветошью. В таком режиме группа просуществовала 3 года. Вскоре к команде присоединился ударник Антон Якомульский.
В таком составе группа выступила в апреле 1988 года на ежегодном «Фестивале надежд», проводимом московской рок-лабораторией. Первое фестивальное выступление группы было позитивно отмечено критиками.

## Начало активной деятельности (1988—1992)
В 1989 году группа делает первую демозапись, ставшую прототипом альбома «1:0 в пользу девочек». В неё вошли такие песни как «Фанта», «Лысая девочка», «Поликлиника» и «Дурдом». Оригинальный мастер-тейп долгое время считался утерянным. Тем не менее, песня «Дурдом» вошла в альбом «1:0 в пользу девочек» именно в этой демо-версии, а «Поликлиника» так и осталась внеальбомной песней.

### «1:0 в пользу девочек» (1990)
Дебютный альбом «1:0 в пользу девочек» был записан в 1990 году на студии «Рекорд», однако был издан только в 1993 году, когда к группе возник более живой интерес. Альбом привлёк внимание остроумными, ироничными текстами и весьма своеобразной вокальной подачей Покровского, голос которого отличался уникальным тембром и сразу стал визитной карточкой группы. Помимо этого альбом был богат весьма затейливыми аранжировками и был достаточно качественно записан.
В этом же году «Ногу Свело!» принимает участие в мероприятиях, посвящённых 5-летию Московской рок-лаборатории.

### Новое звучание группы
В 1991 году после ухода Виталия Акшевского, в коллектив приходит гитарист Игорь Лапухин, работавший до этого в группе «Монгол Шуудан». Эта смена в составе совпадает с желанием Покровского изменить музыкальную концепцию коллектива. Звучание группы становится более минималистичным.

### «Капризы манекенщиц» (1992)
Работа над пластинкой была завершена уже в 1991 году. Альбом «Капризы манекенщиц» выходит на виниле в 1992 году. Его выпускает компания «Русский диск», переименованная единственная в СССР фирма грамзаписи «Мелодия». В записи приняли участие Максим Покровский, Антон Якомульский и Игорь Лапухин.
Изменённая музыкальная концепция и прогресс в развитии ансамбля были настолько очевидны, что Рок-Лаборатория приглашает «Ногу Свело!» принять участие в очередном «Фестивале надежд» во второй раз.
К этому времени «Ногу Свело!» уже выступили на нескольких больших фестивалях, приняли участие в одном из выпусков «Программы „А“» — культовой программы на Российском телевидении, в которой звучала живая рок-музыка. Как раз тогда Покровского не покидала идея о том, что основное трио должно быть усилено духовыми, а в студии уже была записана песня «Хару Мамбуру», которой духовые придали неповторимый колорит. Именно её было решено исполнить вживую в телестудии. В числе приглашённых музыкантов были: Максим Лихачёв («Бригада С», «Квартал» и др.) — будущий тромбонист «Ногу Свело!», Игорь Марков («Бригада С») — будущий трубач этой группы. Так начинала своё существование духовая секция «Ногу Свело!»

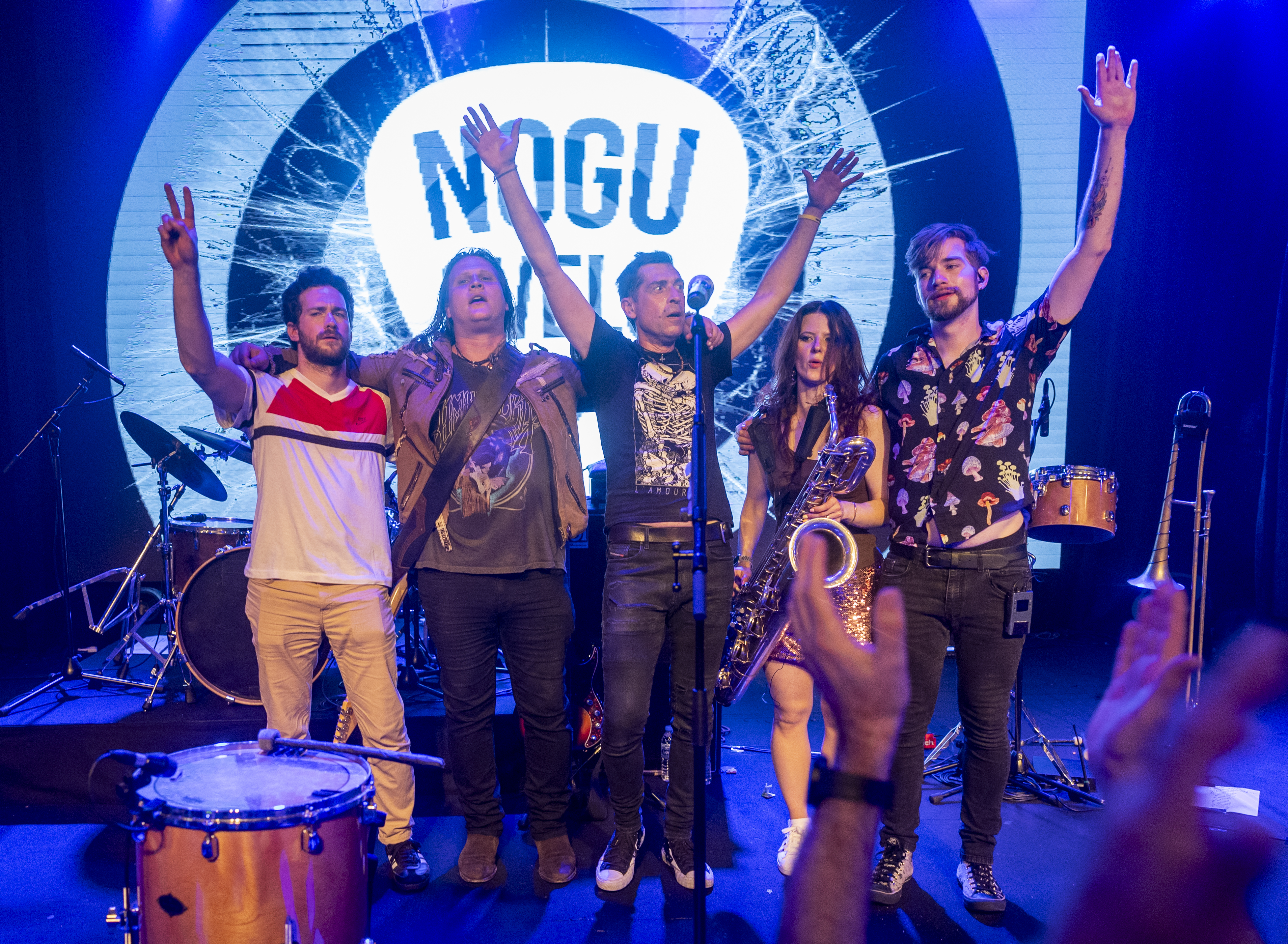
Выступление группы «Ногу Свело» в Израиле. 2024

## Эпоха «Хару Мамбуру» 1992—1997

### «Хару Мамбуру» (1993)
Песня «Хару Мамбуру», записанная в рамках одноимённого альбома летом 1992 года, в подмосковном городе Яхроме, не только изменила судьбу коллектива, но и весьма сильно повлияла на развитие поп- рок-культуры в России и всех странах бывшего СССР. Её текст, написанный на несуществующем языке, пытаются перевести как бы с английского до сих пор.
Фантастический взлёт популярности «Ногу Свело!» начался после того, как «Хару Мамбуру» была исполнена на музыкальном фестивале «Поколение-93», организованном компанией «Art Pictures Group».
Группа становится лауреатом фестиваля и мгновенно попадает в масс-медиа: её песни начинают звучать в эфире fm-станций «Европа Плюс», «Радио Максимум», «Радио 101», «Радио Рокс» и другие; Максим Покровский становится гостем программы «У Ксюши», радиоведущей и телезвезды Ксении Стриж. С этого момента присутствие «Ногу Свело!» на радио и телевидении становится постоянным.
Одновременно группа стала получать приглашения выступать в клубах: за один из первых коммерческих концертов в клубе «Мастер» музыканты получили четыреста долларов. Но одной из главных и модных концертных площадок становится клуб «Бункер», где «Ногу Свело!» устраивает своеобразное соревнование по количеству посетителей со своими друзьями и братьями по духу группой «Два самолёта».
Языковые эксперименты распространились и на создание некоторых новых песен («Диблопопс», «Сандуновские бани»). Также в репертуаре группы появляются композиции на английском и немецком языках.
На песню «Хару Мамбуру» были сняты сразу два видеоклипа. Съёмки первого явились специальным призом на фестивале «Поколение-93». Второй клип — анимационный, снят режиссёром-мультипликатором Святославом Ушаковым.
Рост популярности коллектива вызывает интерес к их студийным работам, в результате чего в конце 1993 года на рекорд-лейбле «Тау Продукт» выходит сразу 2 альбома «1:0 в пользу девочек» и «Хару Мамбуру».
В следующем году на фестивале видеоклипов «Поколение-94» группа взяла гран-при с видео на песню «Весточка» и получила специальный приз MTV на анимационный клип «Хару Мамбуру».

### «Сибирская любовь» (1994—1995)
Весной 1994 года «Ногу Свело!» принимает участие в национальном отборе конкурса «Евровидение» с песней «Сибирская любовь» и по итогам голосования жюри занимает 2 место, уступив певице Юдифь (Мария Кац) 2 балла. Отбор проводится телеканалом Россия,  его техническим обеспечением занимается творческая группа "Программы «А», поэтому стало возможным выступление рок-коллектива на отборе конкурса, в котором исполняются поп-песни.
В 1995 году выходит четвёртый альбом «Сибирская любовь» в сотрудничестве с компанией «Rise Music». Он состоит из переаранжированных и перезаписанных песен, вошедших в предыдущие 3 альбома и песни «Сибирская любовь». Одна из целей этой работы — запись на тон-студии «Мосфильм». Работая на самой дорогой и современной на тот момент студии России, коллектив получает возможность записать симфонический оркестр в композициях «Рождественская колыбельная» и «Super Creature». Этот первый опыт работы с оркестром будет впоследствии не раз использован «Ногу Свело!». (презентация альбома «Сибирская Любовь» в ГКЦЗ «Россия» и концертная запись в "Программе «А», ставшей для ансамбля счастливой звездой). После выхода альбома группу ждал невиданный успех: В ГКЦЗ «Россия» проходят три сольных концерта-презентации программы «Сибирская любовь» с участием симфонического оркестра. Все три концерта прошли при аншлаге.
Опыт работы с оркестром был впоследствии использован при сотрудничестве со старыми  "Программой «А». Выступление коллектива было снято бессменным режиссёром "Программы «А» Сергеем Антиповым, а звукорежиссёр Андрей Пастернак обеспечил фантастическое качество записи рок-коллектива и симфонического оркестра в телестудии.
Группа получает дальнейшее признание на российских и международных фестивалях. В 1995 году клип «Весточка» удостоен гран-при фестиваля «Золотой олень» в городе Брашове (Румыния), что является единственным случаем победы России в истории этого конкурса. «Ногу Свело!» принимает участие в рок-фестивале, проводимом во французском городе Монлюсоне, откуда увозит с собой специальный приз как «Лучшая альтернативная группа из России». В 1996 году «Ногу Свело!» получает премию «Звезда» в номинации «лучшая альтернативная группа» и национальную премию «Овация» в номинации «Открытие года».
В 1996 году группа во второй раз принимает участие в национальном отборочном туре конкурса «Евровидение» с песней «Московский романс». Однако российское жюри решает, что песня, исполняемая от лица нищих в московском метро, шокирует европейское жюри.
Тем не менее, эта и многие другие песни становятся национальными суперхитами. Клип «Московский романс» получает награду Международного фонда «Поколение» как «самый скандальный клип года», а также премию фестиваля компьютерного искусства «Fantasy» в номинации «компьютерная графика».
В 1995 году по результатам опроса читателей «Московского комсомольца» группа выигрывает в номинации «Открытие года» премии «Звуковая дорожка МК». В 1996—1998 и в 2005 побеждает там же в номинации «Альтернатива».

## Эксперименты на рубеже тысячелетий 1997—2001

### «Счастлива, потому что беременна» (1997—1999)
Следующим этапом творчества группы стала дилогия «Счастлива, потому что беременна» («Союз»). По изначальной концепции второй диск дилогии должен был выйти спустя 9 месяцев после выхода первого. Первая часть, «Счастлива, потому что беременна: Синий альбом» вышла в 1997 году и включала новые песни, на две из которых «Лилипутская любовь», «Московский романс» были сняты видеоклипы компанией «Art Pictures Group» в Санкт-Петербурге. Вторая часть альбома была записана в 1998 г. и издана в следующем году под заголовком «Счастлива, потому что беременна: Зелёный альбом» («Монолит»). Для поддержки «Зелёного альбома» режиссёрами Фёдором Торстенсеном и Анатолием Берсеньевым снимается видео на песню «День рождения». Эта работа выходит в свет спустя некоторое время после основания MTV Россия. «День рождения» получает горячую ротацию на MTV Россия, во многом символизируя стилистику этого музыкального канала конца 1990-х. Через некоторое время те же режиссёры снимают видео на песню «SOS in the Ass», которая также успешно ротируется на MTV.
В 1998 году «Ногу Свело!» становится гостем традиционных Рождественских встреч Аллы Пугачёвой, где выступает с песнями «Московский романс» и «Рождественская колыбельная».
Незадолго до этого группа участвует в праздновании дня рождения Пугачёвой («Сюрприз для Аллы»), представив свою интерпретацию её песни «На Тихорецкую».
В 1997 году в рамках проекта телеканала НТВ и Леонида Парфёнова «10 песен о Москве», посвящённому 850-летию Москвы, группа записывает свою версию старого советского хита «Я шагаю по Москве» из одноимённого фильма, на которую также снимается клип. Режиссёром клипа стал Джаник Файзиев.
В этот период группой была написана музыка для шоу под режиссурой циркового режиссёра Валентина Гнеушева, поставленного на площадке Московского цирка Никулина на Цветном бульваре. Шоу не было суждено увидеть свет в своём оригинальном варианте. Однако музыка «Ногу Свело!» долгое время сопровождала отдельные цирковые номера по всему миру, в том числе известный аттракцион дрессировщиков слонов Корниловых «Вокруг света».

### «Каллы» (1999)
В 1999 году к десятилетнему юбилею группы выпускается седьмой альбом «Каллы», составленный из ранее неизданных треков раннего периода и новой песни «Кукла». По итогам года «Кукла» попала в Хит-парад «Чартова дюжина» радиостанции «Наше Радио» за 1999 год. «Каллы» выходят на лейбле «Снегири рекордс», основанном Олегом Нестеровым, лидером московского коллектива «Мегаполис».

### «Бокс» (2000)
Восьмой альбом группы стал первым опытом студийной работы за рубежом. Все треки альбома были записаны на тон-студии Мосфильм, однако микс его был сделан продюсером Бригиттой Ангерхаузен на студии SKYLINE (Дюссельдорф). Этим можно объяснить совершенно новое звучание группы, которым музыканты считают уникальным по сей день. Презентация альбома «Бокс», записанного и сведённого в 1999 году, произошла 22 сентября 2000 года в клубе «Удар».
В поддержку альбома были сняты видеоклипы на песни «Последнее танго» (реж. Берсеньев & Торстенсен) и «Семь планет», а чуть позже, ставшее культовым видео «Клязьма». Последние две работы — результат сотрудничества с компанией «In Art» и режиссёром Вадимом Воля. Все эти работы имели весьма умеренный успех, однако не остались незамеченными. К тому времени в России и в странах СНГ весьма сильное влияние приобрёл русский рок, эстетика которого была весьма далека от стремлений «Ногу Свело!», изначально тяготевших к западному звучанию. К данным обстоятельствам добавились серьёзные проблемы в менеджменте коллектива. В результате чего, по мнению участников группы, «Бокс» стал самым творчески успешным, но коммерчески провальным альбомом.
В середине декабря 2000 года на лейбле «Мистерия Звука» выходит скандальный сингл «Матная песня», где слово х** повторяется 51 раз. Его обложка, на первый взгляд, представляет собой коллаж из 120 фотографий коллектива, сделанных во время исполнения песни в одном из московских клубов, который при рассмотрении с расстояния показывает настоящее название произведения. Помимо основного трека, на сингле присутствуют четыре ремикса, версия караоке, композиция «Аплодисменты», состоящая из звуков плевков, а также полный текст песни.

## Творчество в эпоху «нулевых» 2001—2010
В конце 1999 года у группы появляется веб-сайт.

### «В темноте» (2002)
После относительной неудачи альбома «Бокс» Покровский принимает решение самостоятельно ликвидировать проблемы в управлении и успешно проводит переговоры с компанией «Квадродиск», где в 2002 году выпускается альбом «В темноте», и отдельным синглом выходит песня «Бензин».
В поддержку альбома режиссёр Михаил Сегал снимает видео на песню «Наши юные смешные голоса», где музыкантов закапывают заживо. Помимо скрытого смысла в тексте песни и в видеоряде, с ней связана ещё и трагическая история. На следующий день после съёмок несколько человек из съёмочной команды клипа уехали на съёмки с Сергеем Бодровым-младшим в Кармадонском ущелье, где погибли при сходе ледника Колка.
Позже М. Сегал снимает клип на песню «Из Алма-Аты». «Колыбельная песня» имеет большой успех как радиосингл на «Нашем радио». Таким образом, альбом «В темноте» ознаменовал выход из кризиса.
Дальнейшие события содействуют новому витку популярности группы.
В 2003 году Покровский принимает участие в проекте Первого канала и телекомпании ВИД «Последний герой» — русский аналог международного известного шоу «Survivor». Вернувшись со съёмок проекта, он пишет песню «Я — не последний герой», которая попадает в один из эпизодов сезона. А продюсер проекта Сергей Кушнерев монтирует видеоклип на эту песню, пользуясь кадрами съёмок этого сезона. В 2004 году ВИД снимает ещё один сезон, называет его «СуперИгра» и снова приглашает Покровского как одного из самых ярких участников в истории проекта. Перед отправкой на остров Покровский пишет новую версию текста песни «Я — не последний герой» и записывает её с группой в новой аранжировке. С Пребывание на острове вдохновило Покровского на написание дополнительного куплета. Некоторое время спустя были произведены ремиксы, названные именами островов, на которых проводились съёмки. Эти ремиксы наряду с двумя оригинальными версиями вошли в сингл «Я — не последний герой», изданный компанией «Квадродиск» в 2004 году. Несколькими годами спустя шоу «Последний герой» было возобновлено в изменённом виде, и Максим был снова приглашён на остров, где провёл с участниками несколько дней в качестве звёздного гостя.

### Пятнадцатилетие
К пятнадцатилетию группы был приурочен выпуск альбома «Откровенные фотографии» («Квадродиск»), в который вошли лучшие песни, исполненные группой за прошедшие 15 лет. Некоторые из них для разнообразия было решено включить в нетрадиционных (концертной и демо) версиях. Помимо этого альбом содержит аудио трек, написанный для мультипликационного фильма «Клара, Дора. Бешеные бабки», а также фотографии, которые ранее никогда нигде не публиковались. Книга Максима Покровского «Детские рисунки», в которой опубликованы все стихи автора, а также его рисунки, дополнила список мероприятий, посвящённых 15-летию «Ногу Свело!»
Отметила своё пятнадцатилетие группа 20 апреля 2004 года театрализованным шоу в московском Театре эстрады, которое затем было показано на телеканале ТВ Центр и несколько раз — на MTV-Россия. Режиссёром концептуальной части шоу стала Жу Монтвилайте — музыканты играли в огромных кубах, обтянутых полупрозрачной тканью, на которую транслировался оригинальный видеоряд, частью которого были анимированные оригинальные рисунки Покровского. Телеверсия была снята, а звук записан режиссёром Сергеем Антиповым и звукорежиссёром Андреем Пастернаком, с которыми группу связывали долгие годы сотрудничества в «Программе „А“».
После телевизионной премьеры этот концерт был издан на DVD и презентован в кинотеатре «Фитиль» при участии его руководителя Игоря Угольникова. Здесь же коллектив исполнил несколько своих песен в камерном звучании, и эта концепция легла чуть позже в основу альбома «Обратная сторона Ноги».
Основной идеей проекта «Рекламное место сдаётся» (2004 год) был выпуск CD-сингла, содержащего не только саму песню, но и некоторые её инструментальные части, что позволило бы желающим создать свой оригинальный трек. Однако, идея не была тщательно проработана и намного опережала время, так как аудитория не обладала необходимым программным обеспечением для совершения соответствующих манипуляций. На песню был также снят видеоклип.
В 2004 году Покровский пишет саундтрек к пятисерийному художественному фильму «Время — деньги» (режиссёр — Евгений Лунгин). Музыканты принимают участие в съёмках в роли самих себя. По мотивам этого фильма впоследствии был выпущен сборник инструментальных композиций с песней «Москва-Шаверма», на которую был снят видеоклип. Официально «Москва-Шаверма» считается сольным диском Максима Покровского.

### «Идём на Восток!» (2005)
В начале 2005 года Покровский по заказу Первого канала пишет песню «Идём на Восток!» для фильма «Турецкий гамбит» (реж. Джаник Файзиев) по одноимённому роману Бориса Акунина. С предложением о сотрудничестве к Покровскому обратился глава киноредакции Первого канала Анатолий Максимов. За некоторое время до запуска «Турецкого Гамбита» в производство Первый канал снимает фильм «Азазель» по одноимённому произведению Бориса Акунина. «Ногу Свело!» по просьбе канала записывает свою версию романса «На заре ты её не буди». Этот трек не попадает в фильм, но становится частью альбома, выпущенного в поддержку «Азазель». Именно этот трек Максимов использует как референс, приглашая Покровского написать песню для «Турецкого Гамбита». После утверждения финальной версии песни руководителем Первого канала Константином Эрнстом, было принято решение снять на неё видеоклип. Режиссёром стал Михаил Сегал, ранее снявший группе 2 видеоклипа. В клип вошли кадры из фильма и оригинальные кадры.
Трек начинает играть большинство FM-радиостанций, а видеоклип транслируется Первым каналом. «Идём на Восток» побеждает в номинации «Лучший саундтрек» на «Кинонаградах MTV Россия 2006».
«Ногу Свело!» всегда тесно сотрудничали с Первым каналом, и помимо «Последнего героя» и «Турецкого Гамбита» приняли участие в большом количестве его ток-шоу, тематических программ, спецпроектов и др. Лейбл-рекорд «Реал-Рекордс» был дочерним проектом Первого канала, однако у «Ногу Свело!» отношения с ним по разным причинам не складывались. Успех сингла «Идём на Восток!» предопределил решение «Ногу Свело!» и «Реал-Рекордс» выпустить следующий диск группы вместе. Альбом с одноимённым названием был выпущен 19 мая 2005 года .
В мае 2005 года группа снимает концерт «Потерянный поезд», ставший завершением периода жизни, который Покровский посвятил работе с Первым каналом (реалити-шоу «Последний герой» и фильм «Турецкий гамбит»). Съёмки концерта проходили в ангаре, принадлежащем московскому метрополитену, на специально сконструированной из огромных катушек сцене. Все кадры этого минифильма, получившего странное название «Видеоклип судьбы» Максим Покровский снял самостоятельно во время гастролей. Презентация DVD прошла в московском клубе «16 тонн».

### Период поиска новых путей
Начиная с 2007 года в истории коллектива наступает время, которое принято считать периодом затишья. Состав «Ногу Свело!» всегда отличался стабильностью, однако достигнута она была ценой того, что решение многих проблем, назревших много лет назад, откладывалось на потом.
Работы с Первым каналом в первой половине 2000-х следовали одна за другой. Это отняло у Покровского много моральных и физических сил. Одновременно с этим пришло окончательное разочарование в тех тенденциях, по которым развивалась отечественная рок-музыка. Максим Покровский решил попробовать производство сольной музыки в России и за её пределами. Покровский начал интересоваться электронной музыкой и на какое-то время уходит в неё с головой. „Ногу Свело!“ при этом продолжали существовать и давать концерты.
В 2007 году группа выступает в Лондоне на III ежегодном фестивале «Русская зима», где снимает концертное видео на песню «Сибирская любовь», а спустя несколько месяцев принимает участие в концерте Moscow Motion, посвящённом Российскому экономическому форуму, традиционно проводимому в то время в Лондоне каждый год. Эти визиты оказывают решающее влияние на его последующее решение пуститься в музыкальные эксперименты в Англии.
Осенью 2007 года участники коллектива принимают участие в съёмках фильма «День радио». В 2007 группу покидает барабанщик Антон Якомульский, и его заменяет Дмитрий Кричевский. В следующем году группу покидает клавишник Виктор Медведев, на его место приходит Александр Волков.
11 января 2010 года группа «Ногу Свело!» была в шутку переименована в «Голос Вселенной» на время съёмок клипа «Марсианский вальс». Режиссёром клипа стал Михаил Сегал, снявший ранее группе 3 клипа.
После этого Покровский активно работает под именем Max Inc. в Великобритании, где записывает несколько новых песен, а также реализует своё влечение к электронной музыке.
Англоязычную версию песни «Shopping» продюсирует Стивен Хейг. Затем на неё производится несколько ремиксов, и она попадает в Upfront Chart еженедельника «MusicWeek». Песня «5 километров» пройдя похожий путь, закрепляет успех. Оригинальный продакшн производится в России А. Беляевым, затем Стивен Хейг создаёт англоязычную версию, получившую название «Infinite Highway». Вслед за этим ремикс трека (Tony English Remix) достигает 8-й строчки в UK Upfront Chart.
Помимо Стивена Хейга Максим работает в Великобритании с продюсером Мартином Уэром, одним из основателей Heaven17 и The Human League. Песня «Съешь моё сердце» записывается в англоязычной версии «Eat my Heart». Эта работа на какое-то время ложится на полку. Однако к ней Макс вернётся некоторое время спустя в Калифорнии, и она, будучи ещё раз переработанной, даст название целому альбому.
Макс сотрудничает с известными во всем мире диджеями, в числе которых StoneBridge, DJ Ripper и Digital Dog.

## После 2010 года

### «Обратная сторона ноги» (2011)
Несмотря на активные эксперименты в Великобритании, работа в России не останавливается, и в декабре 2011 года группа выпускает альбом «Обратная сторона ноги».
Покровский играет самого себя в эпизоде фильма «На Байкал» и пишет для этого проекта две песни «На Байкал» и «Ангара». Последнюю он решается микшировать сам, совместив живые партии, исполненные участниками ансамбля, с результатами своих экспериментов в электронной музыке.
22 июня 2014 года Максим Покровский вместе с группой «Ногу Свело!» презентует выход 4-х клипов на песни, написанные совместно с Михаилом Гуцериевым, в московском клубе «Icon».

### «Съешь моё сердце» (2014)
Релизу альбома предшествовал выход сингла «Яйца Фаберже». Сам альбом «Съешь моё сердце» увидел свет в 2014 году. Его обложка очень походила на Fast Food Kids, и многие считали, что он явился англоязычной версией последней студийной работы коллектива. Однако песни на этих двух альбомах совпадали только частично.
В Москве была устроена презентация русской версии альбома. Она состоялась 11 февраля 2016 года на борту яхты-ресторана «Чайка» группа подготовила провокационное шоу по мотивам сюжета видео на заглавную песню (реж. Михаил Вексель), где разыгрывается кража и прибывает наряд полиции. На Максима Покровского и других музыкантов надеваются наручники, им заламывают руки и кладут лицом в пол. Ошарашенные гости ещё долго не могут понять, что это розыгрыш.
В поддержку альбома режиссёром Михаилом Векселем было снято два видеоклипа на песни «Масло» и « Съешь моё сердце».
Продакшн «Русского алфавита» проводил продюсер из Атланты Brad Cox. Песня принимается программным отделом «Нашего Радио» и вскоре начинает звучать в эфире. Однако, спустя некоторое время, работники радиостанции узнают, что для многих её слушателей песня звучит «слишком по-американски», и «Алфавит» прекращает своё существование в радиоэфире. Тем не менее, «Русский алфавит» выходит отдельным синглом. Чуть позже он войдёт в последний на настоящий момент студийный альбом группы «Материки Моей Планеты».
Песня «Инстаграм» вышла отдельным синглом незадолго до «Русского алфавита». Чуть позже было принято решение не включать её в следующий альбом, чтобы не лишить его ощущение свежести и новизны.
Весной 2015 года группа приняла участие в фестивале русского рока и авторской песни «Эхо-2015» под Нью-Йорком.
29 октября 2015 года группа «Ногу Свело!» стала хедлайнером благотворительного музыкального марафона в поддержку фонда «Будь Человеком». На мероприятии было собрано более 1 млн рублей.
В ноябре 2015 года группа совершает гастроли в США, отыграв концерты в Нью-Йорке, Атланте, Шарлоте, Сан-Франциско и Сиэтле.

### «Материки моей планеты» (2017)
6 мая 2016 года на «Нашем Радио» состоялась премьера трека «Русский алфавит». Слушатели позитивно отреагировали на сарказм песни, и группа приняла решение снять на неё видеоклип. Но неожиданно 27 мая 2016 года в сети появилось неофициальное фан-видео «Русский Алфавит». Достаточно жёсткая идея клипа, смонтированного из реальных видео, выложенных в Интернет, обозначает тенденцию увеличения агрессивности и насилия в русских школах, призывая обратить на это внимание. Летом этого же года группа принимает участие в фестивале «Нашествие», где исполняет этот сингл.
16 сентября 2016 года «Ногу свело!» вместе с «Нашим радио» делает релиз романтической песни «Игры с Огнём». Она сразу вошла в хит-парад «Чартова Дюжина».
Воодушевлённые таким успехом, группа принимает решение о выпуске нового альбома. Однако для его завершения необходимо записать ещё несколько треков. На этот раз все начатые работы Покровский завершает в Нью-Йорке. Там же снимается часть видеоклипа «Игры с огнём». Эта работа повествует о том, как музыкант провёл последние несколько лет своей жизни, постоянно путешествуя с одного континента на другой. Вторая часть клипа снимается на одном из московских концертов. Режиссёром монтажа становится М. Вексель. Премьера нового видео состоялась 19 июня 2017 года.
20 апреля 2017 года на сервисе Яндекс.Музыка состоялась премьера песни «Туда-Сюда»
29 мая 2017 года выходит в свет танцевальный сингл под названием «Динь-Динь».
8 сентября группа «Ногу Свело!» представила видео на новый сингл «Судак» (реж. Евгений Кубанчик). Несколько позже, совместно с рэпером MusicSnake была создана хип-хоп версия с абсолютно другими куплетами и снят другой видеоклип (реж. Фреа Кинг, автор идеи Максим Покровский).
Новый альбом «Материки моей планеты», куда вошли 13 новых треков, увидел свет 13 октября 2017 года. В поддержку альбома объявлен большой тур по России и СНГ.
Премьера последнего видео на заглавную песню альбома «Материки моей планеты» состоялась 22 января 2018 года на телеканале «Дождь». Режиссёром клипа выступил сам Максим Покровский, продюсером — Фреа Кинг. Клип был снят снят в августе 2017 года на Файер-Айленде (штат Нью-Йорк).
На протяжении 2016—2017 гг. коллектив регулярно выступает на крупных летних фестивалях в России и за её пределами («Нашествие», «VKfest», «Чернозём», «Алтайфест», «Рок на баррикадах», «Кубана»), и принимает участие в музыкальных программах на ТВ («Вечерний Ургант», «Соль», «Квартирник у Маргулиса»).
В 2018 году группа продолжает активную работу в соцсетях. Запускается еженедельный документальный проект «30/30», где Максим Покровский подробно рассказывает о каждом из 30 лет жизни «Ногу Свело!». Группа записывает сингл «Лето в нашем гетто» и снимает на него видеоклип, в котором, отправив своё видео, мог участвовать любой подписчик.

### «Хочу бодаться!» (2020)

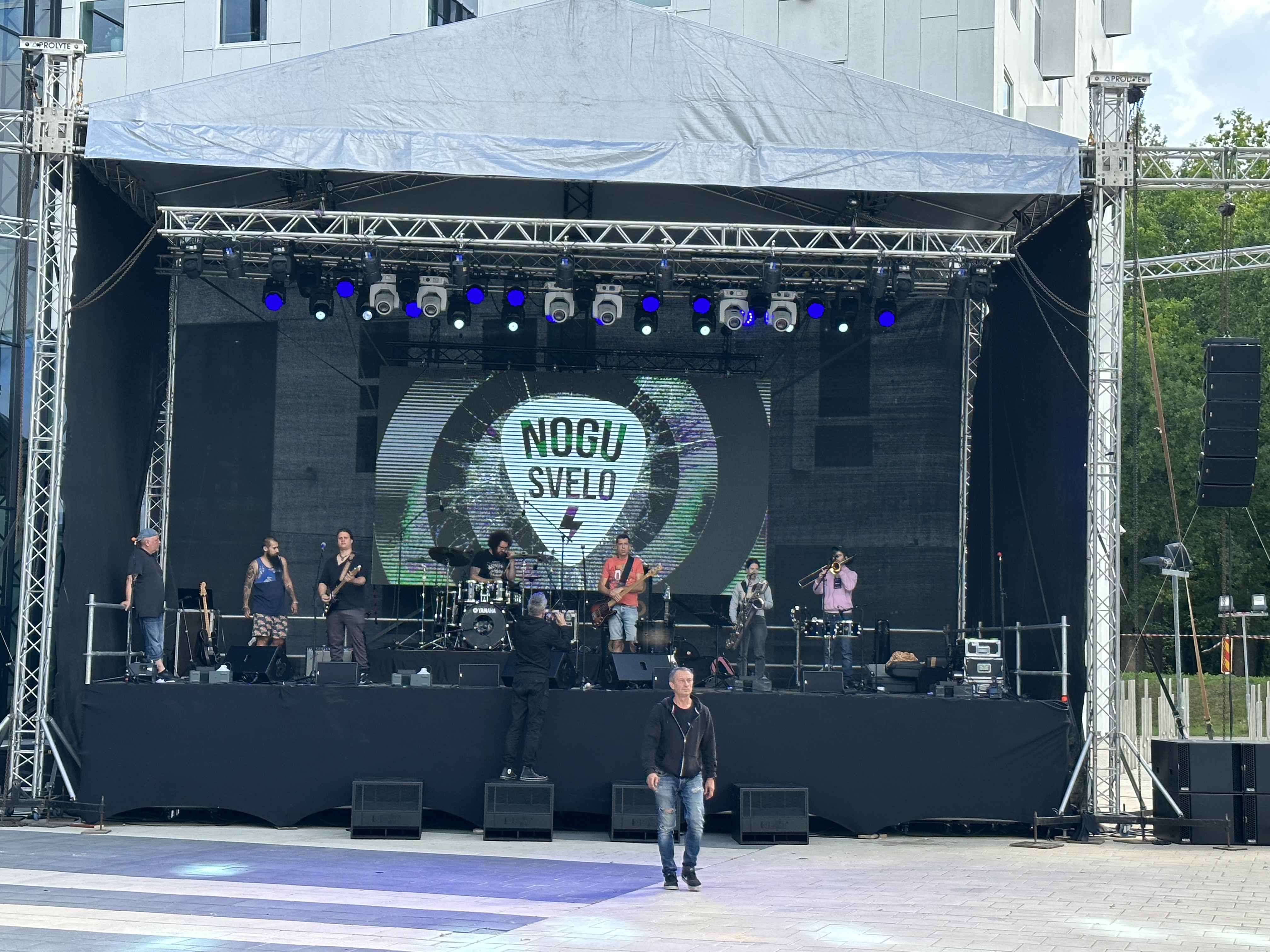
В Йыхви перед концертом

19 апреля 2019 года состоялся релиз сингла «Самолёты-поезда», на который был снят клип. 25 декабря группа выпустила сингл «Пушистый гном», а 27 декабря на Youtube появилось видео на эту песню.
20 февраля 2020 года вышел новый, 14-й в дискографии коллектива, альбом «Хочу бодаться!». 26 февраля состоялась премьера клипа на title-track этого альбома. Презентация пластинки прошла 13 марта, в марте же концерты-презентации нового альбома прошли в Москве и Санкт-Петербурге. Вышел клип на песню «Sexy». 5 апреля при поддержке друзей состоялся небольшой марафон «Я буду ждать свою музыку».
27 апреля группа выпустила сингл «Золотое время». 12 мая вышел мини-альбом из 4 новых песен «4 стадии карантина». На track «Золотое время» вышел клип.
27 июня вышел клип на песню «Дышать» (совместный с поклонниками). Каждый желающий мог прислать видеозаписи припева, которые режиссёр видео Максим Покровский и его друзья интегрировали в ткань клипа.

### «Парфюмерия» (2021)
25 марта 2021 года вышел пятнадцатый студийный альбом «Парфюмерия». 2 апреля 2021 года сингл «Королева» стартовал в «Чартовой Дюжине» «Нашего радио». 27 апреля на YouTube-канале группы состоялся релиз видео «Крылья» с альбома «Парфюмерия», а 18 ноября там же появился видеоклип «Падшие ангелы». 26 ноября в эфире «Чартовой Дюжины» «Нашего радио» в качестве специального гостя Максим Покровский упомянул о работе над новой песней под рабочим названием «Я боюсь», а 10 декабря в эфире «Нашего радио» он сообщил об окончании работы над видеоклипом, созданном совместно со «Смешариками» на кавер-версию песни «Куда уходит старый год».
В 2022 году один из выпусков программы «Хит сториз» на телеканале МУЗ ТВ посвящён группе «Ногу Свело!» (премьера в эфире состоялась 2 апреля 2022 г.). Центральная тема программы — песня «Хару Мамбуру»: все её версии (в том числе «Remember Me — Remember You», «Карамба Мамба» и кавер-версии), все видеоклипы на эти версии и люди, так или иначе причастные к этим версиям и видеоклипам.

### Антивоенное творчество (с 2022)

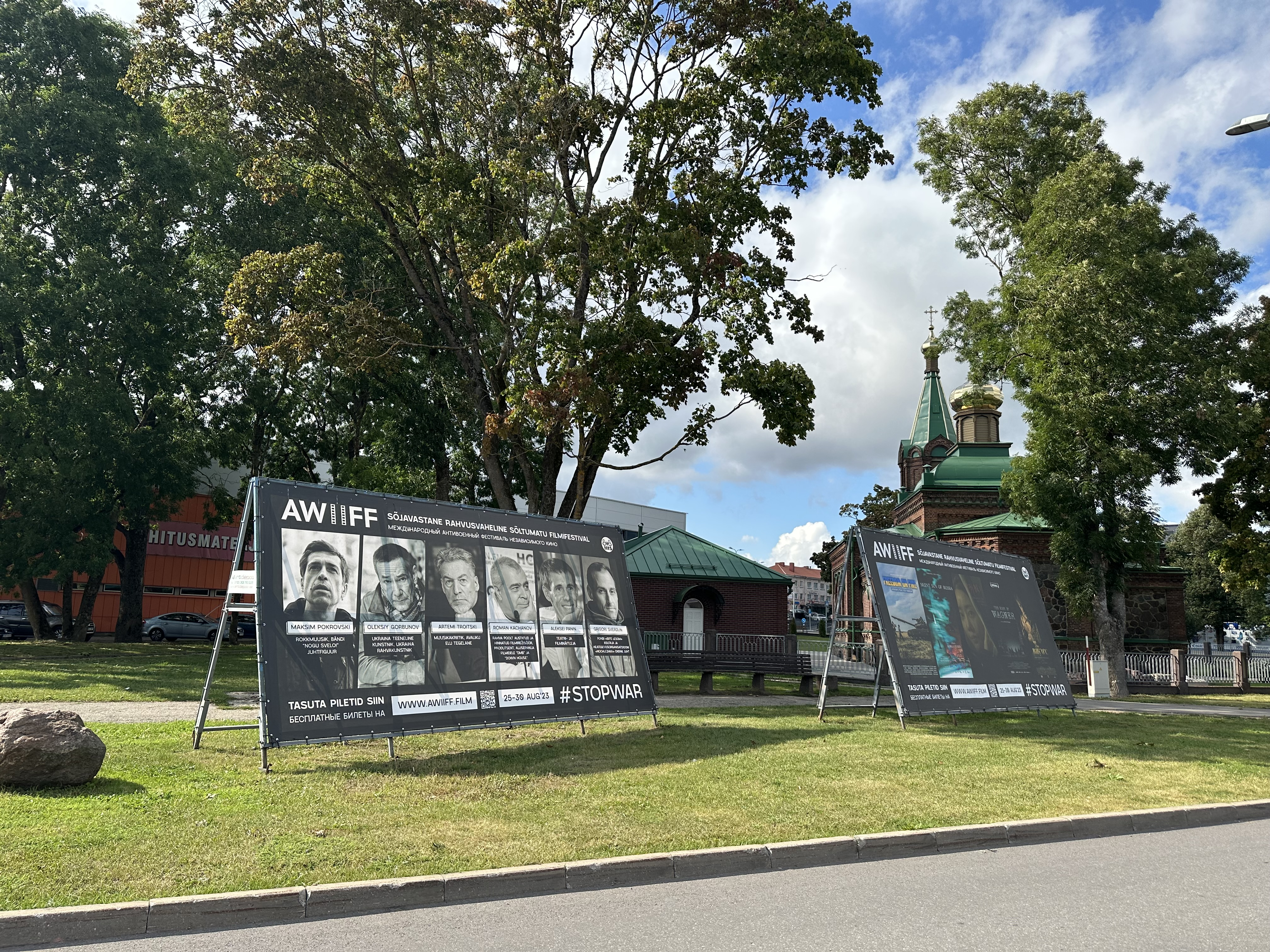
Реклама AWIIFF в 2023 году

С апреля 2022 года «Ногу свело» выпустили песни «Нам не нужна война!», «Буква Зю», «Поколение Z», «Назад, Россия!», «Украина», «Гимн обречённых (Гойда, орки!)», «С Новым годом, сынок!», «Романтика тюрьмы» о вторжении России на Украину. После начала войны на Украине из концертной программы была убрана песня «Идём на Восток!».
В 2022 году группа за всю свою историю выпустила второй винил «Золотое Время». В клипе «С Новым годом, сынок» снялись Артур Смольянинов и Чулпан Хаматова.
В 2023 году группа поучаствовала в записи альбома-сборника «После России», из песен исполнителей, эмигрировавших из России после начала вторжения на Украину, записав «Ледяной поход» на стихи Георгия Иванова. В начале 2023 года группа была на гастролях в Германии. 23 и 24 августа 2023 года в Йыхви прошло два концерта, ставших началом Международного антивоенного фестиваля независимого кино (AWIIFF). Первый в Лютеранской церкви, где несколько песен прозвучали в сопровождении органа, и второй на музыкальной площади города. В конце года приняли участие в фильм-концерте Ромы Либерова «МЫ ЕСТЬ!», съёмки которого проходили по всему миру с участием известных российских исполнителей и групп. По итогам 2023 года группа получила награду независимой музыкальной премии «Степной волк» — «группа года».
После смерти Алексея Навального в 2024 году группа выпустила видео высказывание в память о нём «Навальный вернется». 26 апреля вышел шестнадцатый альбом «Ампутация», в который вошло 12 песен. 8 мая был выпущен клип на песню «Абсолютное Зло», визуальную часть которого создал творческий проект Kulёma. В конце июля группа выступила на фестивале в Юрмале «Laima Rendezvous». В октябре вышел клип и песня на английском языке «Vote for Me».

## Состав

### Текущий состав
- Максим Покровский — вокал, бас-гитара, речитатив, большие барабаны, доп.гитара, калимба, слова, музыка, продюсер (1988—наши дни)
- Александр Волков — клавишные, синтезатор, духовые инструменты, аранжировки (2008—2020, 2021—наши дни)
- Евгений Гудков — ударные (2019—наши дни)
- Александр Ильющенко — труба (2019—наши дни)
- Ольга Захарова — саксофон (2019—2024)
- Евгений Баштан — гитара (2020—наши дни)
- Павел Аксёнов — тромбон (2021—наши дни)

### Бывшие участники
- Виталий Акшевский — гитара (1988—1990)
- Василий Раевский — ударные (1988)
- Антон Якомульский — ударные (1988—2007)
- Михаил Серов — клавишные (1988—1991)
- Дмитрий Якомульский — гитара (1989—1991)
- Константин Прокофьев — гитара (1989—1991)
- Игорь Лапухин — гитара (1991—2017)
- Виктор Медведев — клавишные (1995—2008)
- Максим Лихачёв — тромбон, варган, тимбалес, бубен, инструменты (1995—2018)
- Игорь Марков — труба (1995—1998)
- Николай Посадский — труба, перкуссия (1998—2001)
- Дмитрий Кричевский — ударные (2007—2017)
- Евгений Кондратьев — труба, флюгергорн, перкуссия, тимбалес (2016—2018)
- Максим Зорин — соло-гитара (2017—2019)
- Виктор Кукормин — ударные, перкуссия (2017—2018)
- Амир Валеев — тромбон (2019—2021)
- Николай Хоменко — клавишные (2020—2021)

## Дискография

### Магнитоальбомы
- 1989 — Бункер[~ 1]

### Студийные альбомы
- 1990 — 1:0 в пользу девочек[~ 2]
- 1992 — Капризы манекенщиц[~ 3]
- 1993 — Хару Мамбуру
- 1995 — Сибирская любовь
- 1997 — Счастлива, потому что беременна: Синий альбом[~ 4]
- 1999 — Счастлива, потому что беременна: Зелёный альбом[~ 5]
- 1999 — Каллы[~ 6]
- 2000 — Бокс[~ 7]
- 2002 — В темноте
- 2005 — Идём на Восток!
- 2011 — Обратная сторона ноги
- 2014 — Съешь моё сердце[77][78]
- 2017 — Материки моей планеты
- 2020 — Хочу бодаться!
- 2021 — Парфюмерия
- 2024 — Ампутация

### Мини-альбомы
- 2019 — Хару мамбуру 25
- 2020 — 4 стадии карантина

### Синглы
- 2000 — Матная песня
- 2002 — Бензин
- 2004 — Я — не последний герой!
- 2004 — Рекламное место сдаётся!
- 2012 — На Байкал
- 2013 — Яйца Фаберже
- 2015 — In100gramm
- 2016 — Русский алфавит
- 2016 — Игры с огнём
- 2017 — Туда-сюда
- 2017 — Динь-динь
- 2018 — The English Alphabet
- 2018 — Самурай
- 2018 — Лето в нашем гетто
- 2018 — Эротические сны
- 2019 — Самолёты-поезда
- 2019 — Пушистый гном
- 2020 — Золотое время
- 2020 — Молчание ягнят
- 2020 — Пора прощаться, 2020
- 2020 — Заебали!
- 2021 — ***beep***ЛАН
- 2021 — Последний день в раю
- 2021 — Власть (Йорш feat. Ногу Свело!)
- 2022 — Нам не нужна война!
- 2022 — Поколение Z
- 2022 — Украина
- 2022 — Гимн обречённых (Гойда, орки!)
- 2022 — С новым годом, сынок!
- 2023 — Украина - год войны.
- 2023 — Романтика тюрьмы на YouTube
- 2023 — Україна
- 2023 — Вальс улетающих птиц
- 2024 — Vote for Me

### Сборники
- 2004 — Откровенные фотографии
- 2005 — Москва — Шаверма
- 2015 — Всё лучшее в одном

### DVD
- 2005 — Пятнадцатилетие: Юбилейный концерт в театре Эстрады
- 2007 — Потерянный поезд

### Релизы группы, выпущенные под другими названиями
- 2010 — Марсианский вальс (сингл; как группа «Голос Вселенной»)
- 2014 — Fast Food Kids (международная версия альбома «Съешь моё сердце»; как группа MAX)

### Клипы
- Хару Мамбуру (первая версия) (1993)
- Хару Мамбуру (вторая версия) (анимационный клип) (1994)
- Весточка (1994)
- Сандуновские бани (1994)
- Demoralization of Love (1995)
- Рождественская колыбельная (1996)
- Московский романс (1996)
- Лилипутская любовь (1997)
- День рождения (1997)
- Реки (1997)
- Аве Мария (1997)
- Я шагаю по Москве (1997)
- Волки (1998)
- S.O.S. in the Ass (1998)
- Кукла (1999)
- Последнее танго (1999)
- Клязьма (2000)
- Семь планет (2000)
- Наши юные смешные голоса (2002)
- Из Алма-Аты (2003)
- Я — не последний герой! (2003)
- Рекламное место сдаётся! (2004)
- Идём на Восток! (2005)
- Апрель (2006)
- Сибирская любовь (2007)
- Марсианский вальс (2010)
- My name is Dick (2014)
- Have a Nice Flight (2014)
- Масло (2015)
- Съешь моё сердце (2016)
- Игры с огнём (2017)
- Судак (2017) (2 версии — 2 видеоклипа)
- Ватрушки (2017)
- Материки моей планеты (2018)
- Самурай (2018)
- Лето в нашем гетто (2018)
- Эротические сны (2018)
- Самолёты-Поезда (2019)
- Earthquake Shake (2019)
- Карамба Мамба (2019)
- Пушистый гном (2019)
- Хочу бодаться! (2020)
- Sexy (2020)
- Золотое время (2020)
- Дышать! (2020)
- Заебали! (2020)
- Молчание ягнят (2020)
- Пора прощаться, 2020 (2020)
- Селекция (2021)
- Крылья (2021)
- Телезвезда (2021)
- ***beep***ЛАН (2021)
- ***beep***Лан (Ska Mix) (2021)
- Последний день в раю (2021)
- Падшие ангелы (2021)
- Куда уходит старый год (2021)
- Нам не нужна война! (2022)
- Поколение Z (2022)
- Назад, Россия! (2022)
- Украина (2022)
- Я боюсь (2022)
- Гимн Обреченных (Гойда, Орки!) (2022)
- С Новым годом, сынок! (2022)
- Украина. Год войны. (2023)
- Романтика тюрьмы (Prison Romance) (2023)
- Украïна (2023)
- Вальс улетающих птиц (2023)
- Четыре друга (2023)
- Абсолютное Зло (2024)
- Титан (2024)
- Vote for Me (2024)
- Формы жизни (Life Forms) (2025)

## Награды
- 1993 — Фестиваль «Поколение», гран-при фестиваля;
- 1994 — Фестиваль «Поколение», клип «Весточка» получает гран-при фестиваля;
- 1994 — Специальный приз МТV получает клип «Хару Мамбуру» (анимация).
- 1994 — Музыкальный фестиваль в г. Монлюсон (Франция), специальный приз лучшей альтернативной группе из России.
- 1994 — Национальная премия «Овация», номинация «Открытие года».
- 1995 — Международный фестиваль «Золотой олень[англ.]» (Румыния), клип «Весточка» получает гран-при фестиваля[12].
- 1995 — Премия «Звуковая дорожка», номинация «Открытие года».
- 1996 — Фестиваль «Поколение», клип «Московский романс» получает награду как «самый скандальный клип года».
- 1996 — Премия «Звезда», номинация «Лучшая альтернативная группа»[13].
- 1996 — Фестиваль компьютерного искусства «Fantasy», клип «Московский романс» в номинации «Компьютерная графика».
- 1996 — Премия «Звуковая дорожка», номинация «Лучшая альтернативная группа».
- 1997 — Премия «Звуковая дорожка», номинация «Лучшая альтернативная группа».
- 1998 — Премия «Звуковая дорожка», номинация «Лучшая альтернативная группа».
- 2005 — Премия «Звуковая дорожка», «Альтернатива года»[13]
- 2006 — «Кинонаграды MTV Россия 2006», номинация «Лучший саундтрек» за песню «Идём на Восток!» для к/ф «Турецкий гамбит»